# Hereroa gracilis
Hereroa gracilis är en isörtsväxtart som beskrevs av L. Bol. Hereroa gracilis ingår i släktet Hereroa och familjen isörtsväxter. Inga underarter finns listade i Catalogue of Life.